# Oliviero Zuccarini
Oliviero Zuccarini (Cupramontana, 23 agosto 1883 – Roma, 19 aprile 1971) è stato un giornalista e politico italiano.

## Biografia

### Gli esordi
Oliviero Zuccarini nasce a Cupramontana nel 1883 da una famiglia di piccoli proprietari terrieri, si era trasferito a Roma per compiervi gli studi universitari, laureandosi in Giurisprudenza. Fin da giovanissimo si era dedicato all'attività pubblicista, occupandosi della questione contadina e dell'agricoltura nelle Marche, su posizioni moderatamente progressiste. Collaborò inizialmente alla Libertà economica di Bologna, al Popolano di Cesena e alla Rivista Popolare di Napoleone Colajanni.

### Carriera politica
A Cesena iniziò la sua attività politica repubblicana, assumendo la segreteria della consociazione repubblicana, interessandosi soprattutto di questioni sindacali, in particolare cercando di mediare il conflitto tra mezzadri e braccianti, che vedeva la contrapposizione tra repubblicani e socialisti.
Nel 1910, a Roma, divenne redattore della Ragione, diretta da Ubaldo Comandini, occupandosi sempre di questioni sindacali ed entrando a far parte del consiglio generale della Camera del lavoro.
Continuò anche la sua attività di pubblicista, scrivendo tra l'altro il saggio Una grande e sfortunata lotta operaia. I lavoratori di Piombino e dell'isola d'Elba contro il trust siderurgico (1912). Si occupò attivamente della riorganizzazione del Partito Repubblicano Italiano, divenendone segretario col congresso di Ancona del maggio 1912, subito dopo la guerra di Libia, assumendo posizioni intransigenti ed impegnandosi, con Giovanni Conti, Eugenio Chiesa ed Edoardo Giretti nel rinnovamento del partito e della cultura mazziniana.
Nel 1914 partecipò alla Legione di volontari italiani che combatté in Francia; interventista democratico attivo, fu richiamato nell'esercito dal 1916 al 1919. Nel 1920 fondò La critica politica, che diresse fino alla sua soppressione, nel 1926, rivista nella quale propagandò un rinnovato federalismo e regionalismo e che ebbe numerosissimi celebri collaboratori, tra i quali si ricordano Gaetano Salvemini, Arcangelo Ghisleri, Mario Pannunzio e soprattutto numerosi economisti, tra i quali Gino Luzzatto e Vilfredo Pareto; in questi anni pubblicò Pro e contro il bolscevismo (1920), Il partito repubblicano dopo la guerra. La crisi e la rinascita (1921), Influenze mazziniane nel movimento operaio (1922).
Attivamente impegnato nella vita politica, nel 1926 fu arrestato per antifascismo; continuò a vivere a Roma, vigilato dalla polizia ma senza svolgere un ruolo attivo nell'opposizione al fascismo.

### Dopoguerra
Nel dopoguerra fu eletto all'Assemblea costituente nelle liste del Partito Repubblicano Italiano, occupandosi in particolare dell'ordinamento regionale, pubblicando "Un impegno costituzionale. Autonomie locali. Regione-Decentramento" (1957); sedette a lungo nella direzione nazionale del Partito Repubblicano Italiano, su posizioni di minoranza, contro Randolfo Pacciardi e contro Ugo La Malfa. Subito dopo la Liberazione, nel gennaio 1945, riprese a pubblicare La critica politica. Contrario alla Legge truffa, dal 1953 al 1957 si dissocia brevemente dal PRI per aderire ad Unità Popolare, insieme ad altri esponenti repubblicani, socialisti (provenienti soprattutto dal PSDI) ed ex-azionisti. In seguito alla confluenza di Unità Popolare nel Partito Socialista Italiano, rientrò nell'Edera e dal 1959 al 1970 pubblicò il mensile Noi repubblicani.
Fu membro della Massoneria.
Morì a Roma il 19 aprile 1971.

## Opere
- Una grande e sfortunata lotta operaia. I lavoratori di Piombino e dell'isola d'Elba contro il trust siderurgico, Lugano, 1912.
- Pro e contro il bolscevismo, 1920.
- Il partito repubblicano dopo la guerra. La crisi e la rinascita, 1921.
- Influenze mazziniane nel movimento operaio, 1922.
- Un impegno costituzionale. Autonomie locali. Regione-Decentramento, Milano, 1957.